# Лю Да
Лю Да (кит.: 劉炟; 57 — 9 квітня 88) — 3-й імператор династії Пізня Хань у 75—88 роках. Храмове ім'я Му-цзун, посмертне — Чжан-ді.

## Життєпис
Походив з імператорського роду Лю. Син Лю Чжуана. У 60 році стає спадкоємцем трону. Тоді ж усиновлений імператрицею Ма. За правління батька суттєвої ролі у політиці не відігарвав, займав здебільшого вивчення конфуціанських праць. після смерті у 75 році Лю Чжуана стає новим імператором.
Як імператор дотримувався політики свого попередника. Лише у зовнішній політиці поступово став відмовлятися від великих та далеких походів. Лише у 76 році було проведено військову кампанія на заході, на території сучасного Сіньцзяна.
Поступово увага Лю Да стала все більше відволікатися на інтриг серед знаті та його дружин. Це було викликано тим, що імператриця не змогла народити сина. Тому розгорнулася боротьба серед наложниць, чий син стане спадкоємцем трону. У цю боротьбу також втрутилася дружина імператора — імператриця Доу. До 83 року останнья змогла домогтися посилення позицій свого клану при дворі. Тепер впливовішими чиновниками стали брати імператриці — Доу Сянь та Доу Ду. Втім імператор у 83 році зробив спадкоємцем трону Лю Чжао, сина з роду ворожого клану Доу.
У 86 році з великими труднощами імператорській армії довелося придушити повстання племені цян. Це було останньою значною справою Лю Да, який сконав у 88 році.